# 巽大介
巽 大介（たつみ だいすけ、1997年4月26日 - ）は、鳥取県鳥取市出身の元プロ野球選手（投手）。左投左打。

## 経歴

### プロ入り前
小学校2年で野球を始め、中学ではボーイズリーグの岩美ボーイズに所属。その後東京に転校し、中学2年の冬からリトルシニアの練馬リトルシニアに所属。
岩倉高等学校では1年次から控え投手としてベンチ入り。3年夏は東東京大会3回戦で敗退し、甲子園出場歴はなし。
2015年10月22日に行われたプロ野球ドラフト会議において読売ジャイアンツから6位で指名を受け、11月16日に巨人と契約金2000万円、年俸540万円で契約した。背番号は93。

### プロ入り後
2016年は二軍で4試合に登板し0勝0敗、防御率3.38だった。
2017年は二軍で9試合に登板し1勝1敗、防御率3.18だった。10月28日に球団から自由契約を通知され、11月20日に育成選手として再契約を結んだ。背番号は015。
2018年は二軍で9試合に登板し0勝0敗、防御率4.15だった。10月31日、宮崎秋季キャンプに参加中に左膝前十字靭帯を損傷し、約3週間後に同部の再建手術を受けた。またシーズン終了後に育成選手の規約に基づき自由契約公示されたが、2019年1月31日に育成選手として再登録された。
2019年は二軍で1試合に登板し0勝1敗、防御率9.00だった。この年もシーズン終了後に一旦自由契約となったが、2020年1月31日に育成選手として再登録された。
2020年は二軍で2試合の登板、0勝0敗、防御率81.00に終わり、11月2日に戦力外通告を受けたことが球団から発表された。

### 引退後
引退後は、愛知県内で野球の動作解析や野球教室などの事業を展開するBASEBALL ONEに入社し、ベースボールアナライザーとして勤務している。

## プレースタイル
直球の最速は150km/h。

## 詳細情報

### 年度別投手成績
- 一軍公式戦出場なし

### 背番号
- 93（2016年 - 2017年）
- 015（2018年 - 2020年）

### 登場曲
- 川井憲次「機動戦士ガンダム00 - TRANS-AM RAISER」（2016年 - ）